# Leith Harbour
Leith Harbour est une ancienne station baleinière de Géorgie du Sud, dans l'océan Atlantique sud, abandonnée et actuellement en ruine. Il s'agissait d'une des plus grandes stations. Elle se situe au bord d'une rivière, encastrée au fond d'un fjord non loin de Stromness et de Husvik, plus au sud dans des baies adjacentes, et à une trentaine de kilomètres de Grytviken, la principale « ville » de l'île et la seule encore habitée.

## Histoire

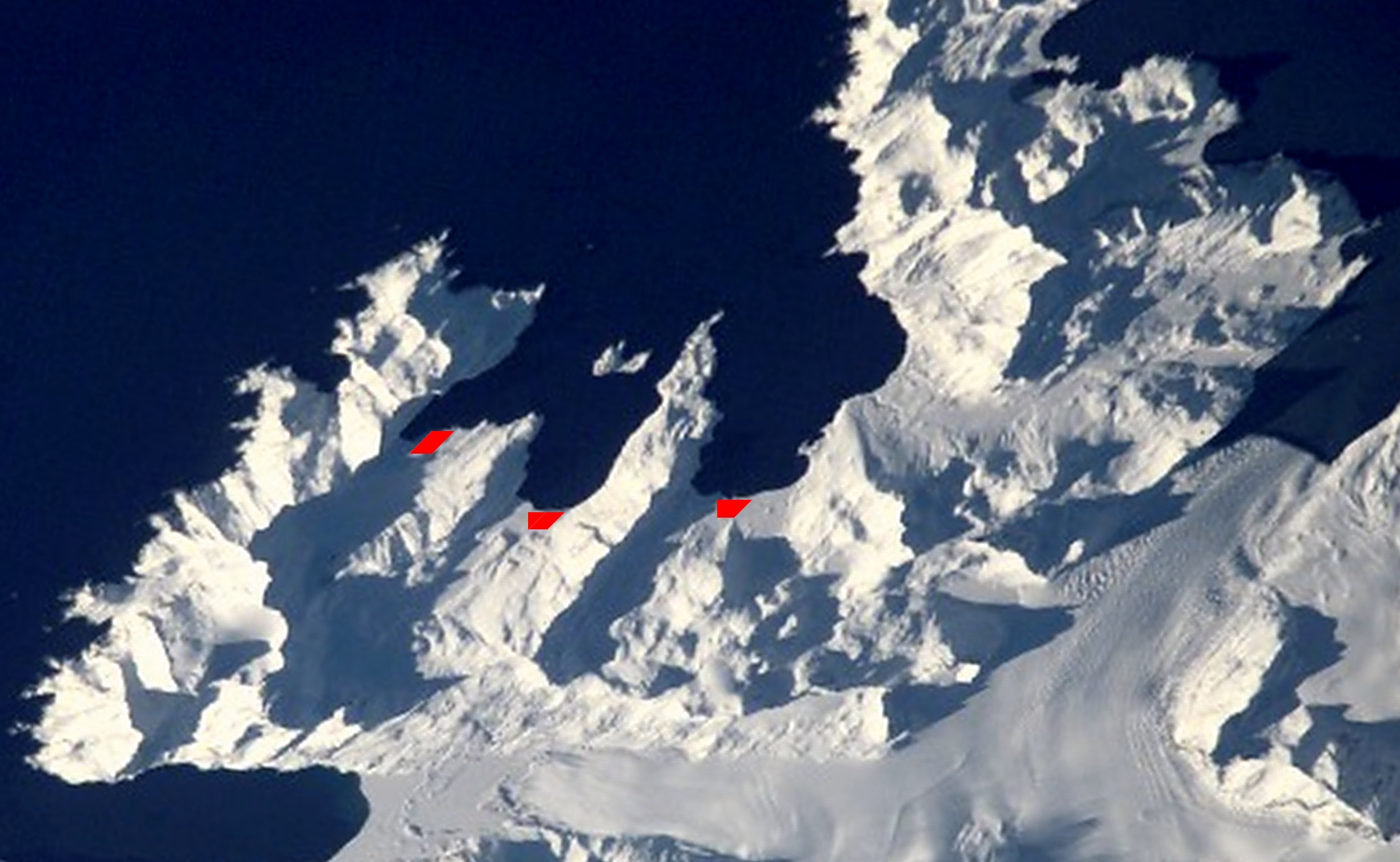
Baie de Stromness avec (de droite à gauche) Husvik, Stromness et Leith Harbour (image de la NASA).

Leith Harbour est établie par la société écossaise Christian Salvesen & Co le 13 septembre 1909. Leith Harbour est avec Grytviken la seule station baleinière à survivre à la Grande Dépression qui débute en 1929 et se poursuit au long des années 1930.
La chasse à la baleine se poursuit sans discontinuer jusqu'en 1965 sauf pour les saisons 1932-1933, 1940-1941 et 1942-1945.
Juste avant la guerre des Malouines, un groupe de 50 Argentins arrive à Leith Harbour se présentant comme des ferrailleurs. Le navire avec lequel ils étaient venus était propriété de l’État argentin. Peu de temps après, Leith Harbour est occupé et renommé Puerto Leith. Le 25 mars 1982, les forces spéciales argentines débarquent du navire ARA Bahía Paraiso. Le 25 avril 1982, l'armée britannique reprend Grytviken et le lendemain Leith Harbour sans qu'un coup de feu ne soit tiré.
Christian Salvesen & Co était propriétaire de Leith Harbour jusqu'en 1992, date à laquelle Leith Harbour est devenu la propriété de l’État britannique.